# Stefán Magnússon
Stefán Logi Magnússon (ur. 5 września 1980) – islandzki piłkarz, bramkarz, od 2014 roku piłkarz Reykjavíkur.

## Kariera klubowa
Stefán karierę rozpoczynał jako junior w Víkingurze Reykjavík, a później trenował we Fram, Bayernie Monachium i w szwedzkim Östers IF Växjö. Jednak dopiero w klubie z duńskiej drugiej ligi przeszedł na zawodowstwo, podpisał kontrakt z Farum BK.
Z Farum przeszedł do klubu z Championsip, Bradford City, to była nieudana przygoda ponieważ nie zagrał ani razu w lidze.
Następnym klubem był jego pierwszy klub z czasów gdy był w nim jako junior, Víkingur, jednak i tu mu się nie powiodło po czym grał jeszcze w Þróttur i przeniósł się do KS Siglufjörður i grał tam regularnie i przeszedł do czwartoligowego islandzkiego Hvöt, jednak szybko opuścił ten klub dla jego życiowej szansy, kupił go czołowy islandzki klub, Reykjavíkur. Spędził tam trzy udane lata i kupił go klub z Norweskiej Tippeligaen, Lillestrøm SK, gdzie grał wraz z trzema innymi islandzkimi piłkarzami, był jego podstawowym zawodnikiem. W 2013 roku był wypożyczony do Ullensaker/Kisa IL. W 2014 wrócił do KR.

## Kariera reprezentacyjna
W reprezentacji Islandii zadebiutował 2 lutego 2008 roku w wyjazdowym, przegranym 2:0 meczu z Rosją. Wcześniej grał w reprezentacji do lat 19.

## Sukcesy
- Puchar Islandii: 2008 z Reykjavíkur